# Guillermo F. Chávez
Gral. Guillermo F. Chávez fue un militar mexicano que participó en la Revolución mexicana. Nació en Navojoa, Sonora, en 1883. Se afilió al Partido Nacional Antirreeleccionista y, a fines de 1910, se levantó en armas contra Porfirio Díaz. Participó en la toma de Huatabampo días ante de iniciar la Revolución Mexicana, junto con su tío Severiano Talamante, dos primos y más personas de la Región apoyaban a Madero para la Presidencia de
México, todo esto en la Región
del Mayo de Sonora.
```
En 1912 combatió al orozquismo y a la muerte de 
Francisco I. Madero
 ingresó al 
Ejército Constitucionalista
 en las fuerzas de 
Pablo González Garza
. Combatió a 
Francisco Villa
 en 1915.
```

En 1916 fue enviado al estado de
Chihuahua con el mando de una
Brigada que se denominó
"Columna Expedicionaria de So-
nora” a contribuir a la persecu-
ción de las partidas villistas que
quedaban en pie de guerra con el
Gobierno.
Murió el 29 de noviembre de
1917 en Estación Laguna, munici-
pio y estado de Chihuahua, en el
asalto que sufrió el tren en que
viajaba, por Pancho Villa y sus
hombres.
Fue sepultado en la Ciudad de
Chihuahua y el 10 de diciembre
siguiente fue exhumado su cadá-
ver por órdenes de la Secretaría
de Guerra y Marina y enviado a
Navojoa para que se le rindiera
sepultura definitiva.
En su libro sobre la Revolución
Mexicana, el general Federico
Cervantes Macías describe las
batallas de 1917 del General
Chávez contra Villa y su ejército
el estado de Chihuahua.
En Navojoa, Sonora su nombre se
incluye en la placa del monumen-
to de “los tres picos” que en a la
entrada norte y en honor a los
“Mártires de Sahuaripa” fue
construido. Anualmente se feste-
Ejido General Guillermo Chávez Talamantes.